# Равна река (община Владичин хан)
Равна река или Ра̀вна Рѐка (на сръбски: Равна Река или Ravna Reka) е село в Югоизточна Сърбия, Пчински окръг, община Владичин хан.

## Население
Според преброяването на населението от 2011 г. селото има 83 жители.

### Етнически състав
Данните за етническия състав на населението са от преброяването през 2002 г.
- сърби – 167 жители (100%)